# Józef Krasuski
Józef Krasuski herbu Nowina (ur. 1832, zm. 1912 w Podłężu Szlacheckim, pochowany w Przystajni) – przedwojenny wychowanek Instytutu Agronomicznego w Marymoncie (obecnie dzielnica Warszawy), leśnik, pedagog, wysoki urzędnik do spraw leśnych w Wydziale Finansowym Królestwa Polskiego przy Ministerstwie Finansów, ceniony specjalista z zakresu hodowli lasu i jego urządzania, autor licznych publikacji z dziedziny leśnictwa.
Józef Krasuski urodził się w 1832 r. w rodzinie szlacheckiej jako syn Sebastiana herbu Nowina, właściciela majątku ziemskiego w Podłężu Szlacheckim i tejże wsi (pow. częstochowski) położonej nad rzeką Liswartą, przez którą przebiegała wówczas granica rosyjsko-pruska oraz Emilii z domu Stuart córki Kajetana Stuarta generała brygady Wojska Polskiego. Wieś ta od XIX w. do początku lat 30. XX w. stanowiła własność rodu Krasuskich.
Józef Krasuski był wychowankiem Instytutu Agronomicznego w Marymoncie - pierwszej polskiej uczelni rolniczej, działającej w latach 1820- -1862 w Królestwie Polskim (z przerwą po powstaniu listopadowym 1831-1836), która od 1840 do 1857 r ., funkcjonowała jako Instytut Gospodarstwa Wiejskiego i Leśnictwa w dobrach rządowych Marymont pod Warszawą. Po trwającym dwa lata kursie i obowiązkowej 3-letniej praktyce w lasach rządowych złożył w 1852 r. egzamin praktyczny,  decydujący o przyznaniu dyplomu ukończenia studiów leśnych w Instytucie Gospodarstwa Wiejskiego i Leśnictwa w Marymoncie, przed komitetem egzaminacyjnym dla urzędników państwowej służby leśnej. Instytut ten spełnił ważne zadanie, szerząc wiedzę rolniczą w okresie rozwoju na wsi stosunków kapitalistycznych. Ukończyło go ok. 1500 absolwentów.
Po ukończeniu studiów J. Krasuski został zatrudniony w 1852 r. jako praktykant w leśnictwie Ostrołęka.  Siedem lat później (1859 r.) był już  podleśniczym w straży Kosewo,  wchodzącej w skład leśnictwa Zakroczym (obecnie pow. nowodworski. woj. mazowieckie). Następnie po zdaniu obowiązkowego egzaminu przed komisją rządową i uzyskaniu stopnia nadleśniczego (1861 r.) podjął pracę w Komisji Rządowej Przychodów i Skarbu (KRPiS). tj. naczelnego organu wykonawczego (odpowiednika ministerstwa) Królestwa Polskiego w zakresie skarbowości (istniejącego w latach 1815-1867)  na czele, którego stał minister skarbu (od 1818 r. KRPiS podporządkowano Dyrekcję Generalną Dóbr i Lasów Rządowych. W KRPiS w  latach 1862-1863 zajmował stanowisko starszego sekretarza. Po likwidacji KRPiS (26 III 1869 r.) przez okres sześciu lat (1869-1875) pracował w Petersburgu w Wydziale Finansowym Królestwa Polskiego przy rosyjskim Ministerstwie Finansów, piastując tam stanowisko starszego urzędnika do spraw leśnych.
Po rezygnacji z kariery urzędniczej J. Krasuski związał się z Instytutem Gospodarstwa Wiejskiego i Leśnictwa (IGWL) w Puławach- wyższej uczelni rolniczej z językiem wykładowym rosyjskim, działającej w latach 1865-1914.  Otrzymał tam stanowisko docenta i w latach 1875-1882 prowadził wykłady głównie związane z hodowlą lasu i jego urządzaniem. Dal się wówczas poznać jako sumienny i pracowity wykładowca, bardzo dobry pedagog i wybitny specjalista z zakresu wspomnianych wyżej zagadnień.
Aktywnie uczestniczył też w życiu naukowym. Był współorganizatorem Kongresu Leśnego, który odbył się w 1878 r. w Warszawie. Brał czynny udział w opracowywaniu „Projektu ustawy leśnej Królestwa Polskiego" w komisji wyłonionej przez tenże kongres, a ponadto podczas samego kongresu wygłosił dwa zasadnicze referaty na temat niższego szkolnictwa leśnego oraz sprawy gospodarstwa w lasach prywatnych w Królestwie Polskim i likwidacji obciążających je służebności.
Po 1877 r., wskutek nasilenia akcji rusyfikacyjnej, zaczęto usuwać wykładowców Polaków z IGWiL w Puławach (w 1883 r. było ich tu tylko dwóch), dlatego też w 1882 r. J. Krasuski odszedł z tego instytutu i zajmował się administrowaniem lasów prywatnych, aż do osiągnięcia wieku emerytalnego ok. 1892 r.
Opublikował dużo artykułów naukowych i publicystycznych na łamach różnych czasopism. Niektóre z nich ukazały się również w postaci odbitek. W „Roczniku Leśnym" zamieścił m.in. teksty: „O potrzebie zwiększenia produkcji nasion drzewnych" (1862), „Słówko o potrzebie istnienia lasów" (1863). W „Gazecie Rolniczej" z 1878 r. ogłosił pracę  „O reformie leśnej rządowej w Królestwie Polskim". W „Tygodniku Rolniczym" z 1880 r. zamieszczono jego pracę „O administracji rządowej leśnej w cesarstwie". Dużo jego artykułów ukazało się w latach 1877-1880 w „Lesnom Żurnale"; dzięki nim rosyjscy leśnicy byli systematycznie informowani o aktualnych problemach lasów Królestwa Polskiego.
Józef Krasuski był żonaty z Wandą Laurą z Tychów, miał córkę Wandę Moryczową, znaną przedwojenną literatkę i publicystkę żonę Juliusza Morycza znanego powstańca styczniowego, oraz Kazimierę i Zofię która zmarła w obozie koncentracyjnym w Ravensbruck w 1944r.
Zmarł 8 maja 1912 r. najprawdopodobniej w Podłężu Szlacheckim, w wieku 80 lat.
Pochowany został na cmentarzu parafialnym w Przystajni. Obok, w sąsiedniej mogile,  spoczywają Jego córki, Wanda Moryczowa oraz Zofia.